# World Trade Center Dresden

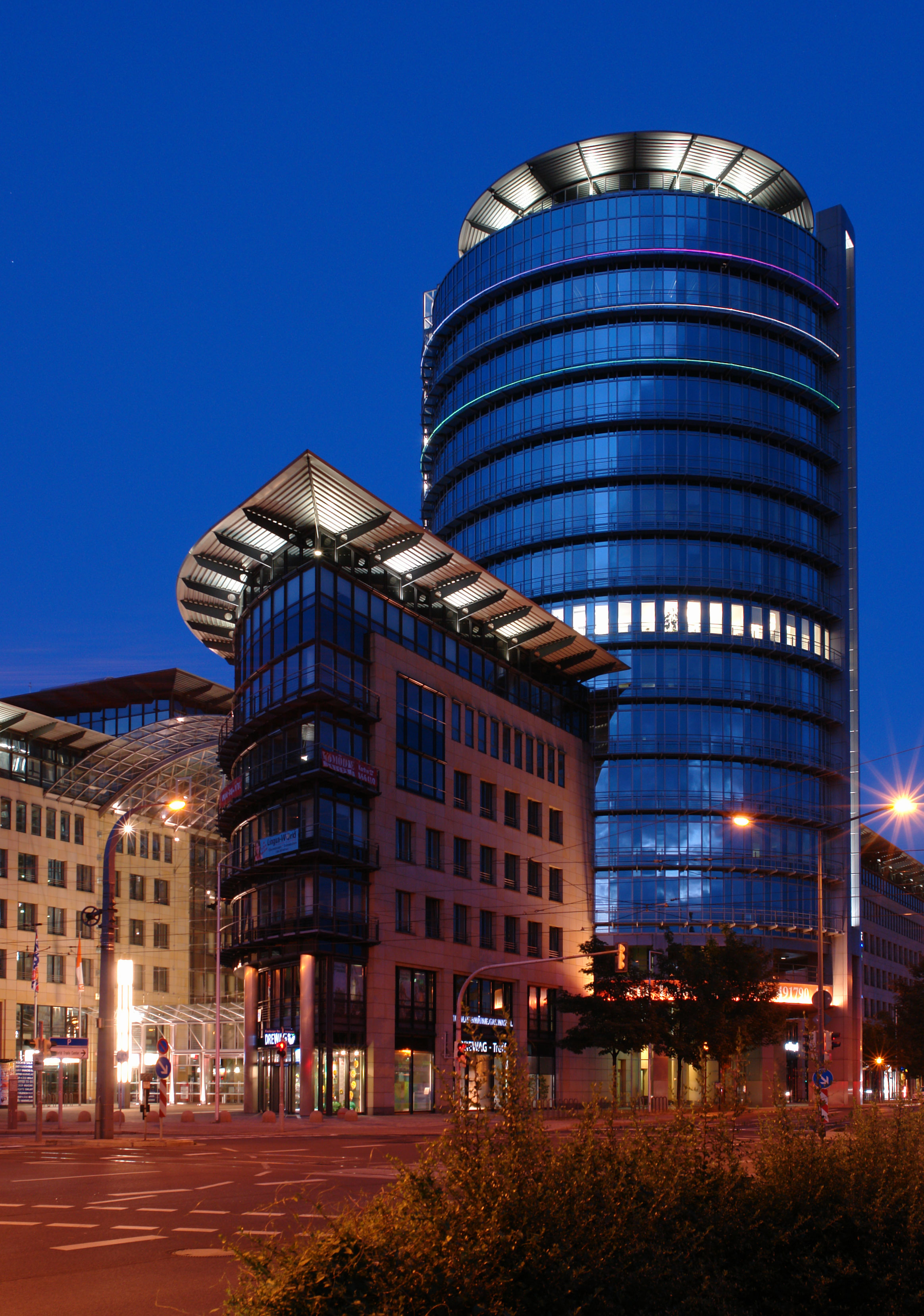
World Trade Center Dresden bei Nacht

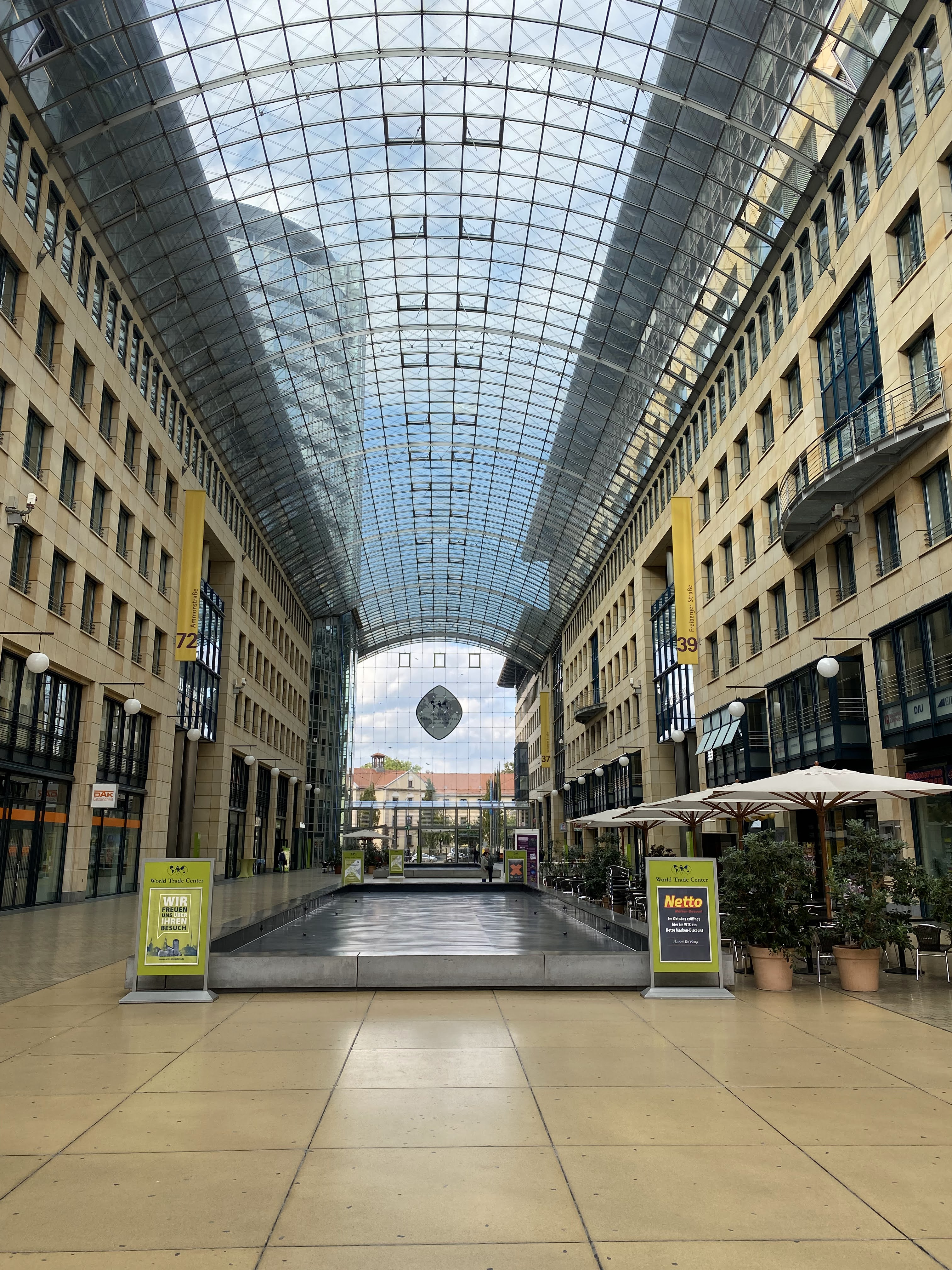
Glaspassage (Atrium)

Das World Trade Center Dresden ist ein Büro- und Geschäftshaus in der Dresdner Innenstadt. Es gehört zu den circa 330 von der World Trade Centers Association (WTCA) anerkannten Welthandelszentren in 90 Ländern. In den letzten Jahren hat es sich zu einem führenden Wirtschafts-, Verwaltungs- und Wissenschaftsstandort in Dresden entwickelt. Es umfasst 90.000 m² Büro- und Handelsfläche.

## Lage
Das World Trade Center (WTC) Dresden befindet sich im 26er Ring an der Freiberger Straße Ecke Ammonstraße in der Wilsdruffer Vorstadt. Damit liegt das WTC an einem für Handelszentren dieser Größe eher seltenen zentralen Standort in innerstädtischer Lage. Autofahrer können die hauseigene Tiefgarage mit rund 1000 Stellplätzen nutzen und auch Fahrradstellplätze sind auf dem Gelände vorhanden. Außerdem ist das WTC mittels S-Bahn und Straßenbahn über den Haltepunkt Freiberger Straße zu erreichen. Zusätzlich befindet sich an der Seite zur Ammonstraße ein Taxistand.

## Geschichte
Es wurde auf dem Areal des liquidierten VEB Dresdner Süßwarenfabriken „Elbflorenz“ nach Plänen des damaligen Architektenbüros „Nietz Prasch & Sigl“ erbaut. Es wurde nach der Grundsteinlegung 1994 in Teilabschnitten fertiggestellt und final nach knapp dreijähriger Bauzeit im Herbst 1996 eröffnet; zeitweise war es die größte Baustelle in der Stadt Dresden.
Der Turm des Centers mit ca. 60 Metern Höhe sollte ursprünglich deutlich höher bemessen sein. Um das barocke Stadtbild von der Elbe aus nicht zu verändern, wurde nach dem Einspruch des Landesdenkmalamtes durch Stadt Dresden nur die jetzige Höhe genehmigt und folgend so gebaut: Da keine Änderung der Architektur vorgenommen wurde, wirkt der ursprünglich geplante und mehr als 80 Meter hohe Turm wie „abgeschnitten“.
Allerdings hatte das World Trade Center am Anfang mit sehr vielen Vermietungsproblemen zu kämpfen, 1996 war der Großteil der Erstmieter bereits wieder ausgezogen.
2008 übernahm JPMorgan Chase das WTC und ab dem Folgejahr begannen Neuplanungen für den Innenbereich, was 2010/2011 umgesetzt wurde: Im 115 Meter langem „Atrium“ genannten Innenhof wurden Wasserbecken aufgestellt, die Beleuchtung erfuhr eine Erneuerung, und ein neues Leitsystem durch das Center wurde installiert. Der Umbau wurde durch den Münchner Architekten Gunter Standke mit dem Dresdner Architekturbüro Hoppe geplant und kostete etwa 1,85 Millionen Euro. Die Arbeiten begannen im Juli 2010 und nach Verzögerungen war das umgebaute Center im April 2011 fertiggestellt.
2017 wurde das WTC an die Deka Immobilien, eine Tochter der DekaBank Deutsche Girozentrale verkauft; seit 2018 sind erstmals seit der Eröffnung alle 90.000 Quadratmeter Gewerbe- und Büroflächen voll vermietet, wozu insbesondere der Einzug des Technischen Rathauses der Stadt Dresden sowie der Dresden International University (DIU) beigetragen hat.
Nunmehr stehen erneut Änderungen an: So ist geplant, die Wasserflächen wieder abzureißen, um mehr Veranstaltungsfläche anbieten zu können. Zudem sollen bis 2022 „Wohlfühloasen“ entstehen und das Innere mehr Wärme und Gemütlichkeit erhalten.

## Beschreibung

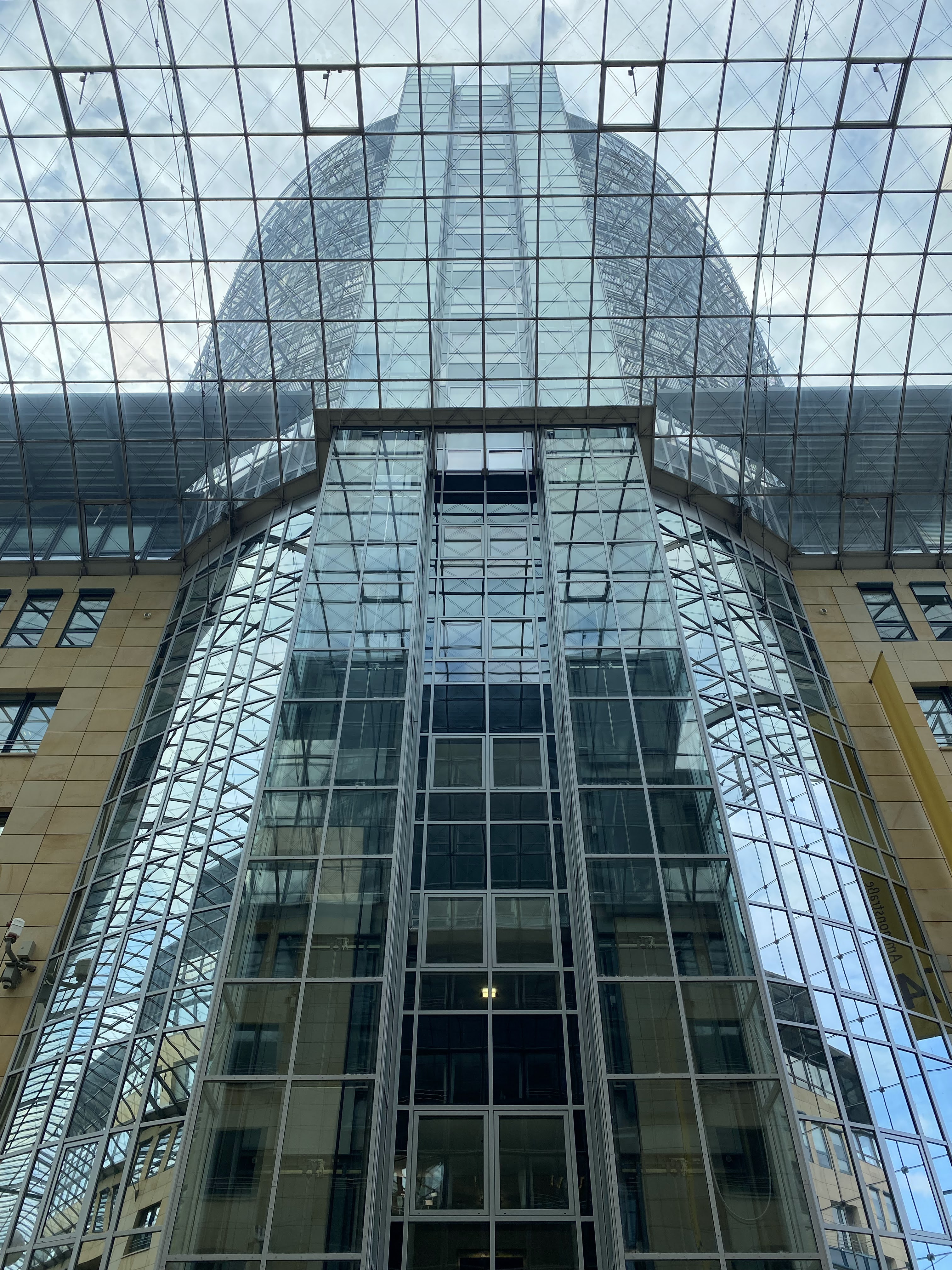
Der spiegelverglaste Turm

Das Gebäude ist eine Stahlbetonskelettkonstruktion. Das äußere Erscheinungsbild des Baus zeigt abwechselnd eine Glasfassade, Sandsteinverkleidung oder eine bunte Putzfassade. Dominierend ist ein an der Ecke befindlicher, 16-geschossiger Turm, der rund und spiegelverglast ist. Zwischen dem Bürotrakt an der Ammonstraße und einem zweiten Büroflügel wurde eine mit Glas überwölbte Passage angelegt. Der Passagenausgang an der Westseite zur Freiberger Straße hat eine „sehr filigrane“ Glasfassade. Ebenso die Ostseite, die sich zum Wohngebiet der Seevorstadt öffnet. Die Passagenverglasung ruht auf einer sehr schlanken Tragkonstruktion, die von dem Stuttgarter Ingenieur Jörg Schlaich entworfen wurde.
Der gläserne Innenhof hat eine Fläche von etwa 2.500 m². Die beiden Wasserbecken sind jeweils 27,5 Meter lang und 7,5 Meter breit. Das World Trade Center Dresden hat eine zweigeschossige Tiefgarage, die von der Freiberger Straße aus befahren werden kann.

## Nutzung
Das WTC Dresden beherbergt vor allem Büros, Bildungs- und Wissenschaftseinrichtungen, Restaurants und Geschäfte, aber auch ein Hotel. Großmieter der ersten Stunde sind die DREWAG – Stadtwerke Dresden GmbH und die DREWAG NETZ GmbH. Weiterhin befindet sich die Comödie Dresden in dem Gebäude. Das Technische Rathaus der Stadt Dresden zog 2010 in das WTC ein. Im Jahr 2011 kam es zur Ansiedlung der Dresden International University, die berufsbegleitende Aus- und Weiterbildung anbietet und etwa 2.800 Studenten hat (Stand: November 2014).
Die Vermietungsrate lag seit März 2012 bei über 90 %, seit 2018 ist es vollständig vermietet.
Für das öffentlich zugängliche Atrium des WTC Dresden, eine mit einem Glasdach überspannte Passage mit Läden und Restaurants, hat der Förderverein Bürgernetz Dresden als Pilotprojekt in Zusammenarbeit mit dem Center-Management einen kostenlosen WLAN-Zugang zum Internet eingerichtet.